# Лорънс Клайн
 Лорънс Робърт Клайн (на английски: Lawrence Robert Klein) е американски икономист, удостоен с Нобелова награда за икономика през 1980 година за създаването на иконометрични модели и за приложението им в анализа на икономическите колебания и политики.

## Биография
Лорънс Клайн е роден на 14 септември 1920 година в Омаха, САЩ. Завършва Масачузетския технологичен институт (докторска степен). Дейността му е в сферата на макроикономиката и иконометрията.
След завършването си става преподавател по икономика. Мести се в Англия (за период от време, не завинаги), където преподава в Оксфордския университет.
През 1980 година получава Нобелова награда за икономика, като по този начин се превръща в деветия американец, удостоен с това отличие.